# Euastrum pulchellum
Euastrum pulchellum là một loài Song tinh tảo trong họ Desmidiaceae, thuộc chi Euastrum.